# Жас-Улан
Жас-Ула́н (каз. Жас Ұлан) — село у складі Уаліхановського району Північноказахстанської області Казахстану. Входить до складу Акбулацького сільського округу, раніше було центром ліквідованої Сілетинської сільської ради.
Населення — 273 особи (2021; 461 у 2009, 702 у 1999, 1133 у 1989).
Національний склад станом на 1989 рік:
- казахи — 36 %
- росіяни — 31 %.

До 2018 року село називалось Молода Гвардія.